# Mycalesis justinella
Mycalesis justinella är en fjärilsart som beskrevs av Butler 1868. Mycalesis justinella ingår i släktet Mycalesis och familjen praktfjärilar. Inga underarter finns listade i Catalogue of Life.